# Đớp ruồi họng trắng
Anthipes monileger là một loài chim trong họ Muscicapidae.